# Hypolepis grandis
Hypolepis grandis là một loài thực vật có mạch trong họ Dennstaedtiaceae. Loài này được Lellinger miêu tả khoa học đầu tiên năm 1985.